# (2207) Antenor
(2207) Antenor ist ein Asteroid aus der Gruppe der Jupiter-Trojaner. Damit werden Asteroiden bezeichnet, die auf den Lagrange-Punkten auf der Bahn des Jupiter um die Sonne laufen. (2207) Antenor wurde am 19. August 1977 von Nikolai Stepanowitsch Tschernych entdeckt.
(2207) Antenor ist ein dunkler D-Asteroid mit einer Rotationsperiode von ca. 8 Stunden und einer Umlaufperiode von ca. 11 Jahren und 8 Monaten. Möglicherweise besitzt er einen Satelliten und ist somit ein Doppelasteroid.
Benannt wurde der Asteroid nach Antenor, einem sagenhaften trojanischen Prinzen.